# Kristine Anigwe
Kristine Chioma Anigwe (* 31. März 1997 in London) ist eine nigerianisch-US-amerikanische Basketballspielerin. 

## Leben und Karriere
Anigwe wurde als Tochter nigerianischer Eltern in London geboren. Als sie vier Jahre alt war, zog sie mit ihrer Familie nach Arizona, wo sie die Desert Vista High School in Phoenix besuchte. Im Jahr 2014 erhielt sie die US-amerikanische Staatsbürgerschaft.
Vor ihrer professionellen Karriere in der WNBA spielte Anigwe von 2015 bis 2019 College-Basketball für die University of California, Berkeley. Sie wurde beim WNBA Draft 2019 an 9. Stelle von den Connecticut Sun ausgewählt. Noch in derselben Saison wechselte sie zu den Dallas Wings. 
Während des Spiels gegen die Phoenix Mercury am 10. August 2019 schlug Anigwe ihre Gegenspielerin Brittney Griner vorsätzlich, woraufhin Griner auf Anigwe losging und ebenfalls Schläge austeilte. In der Folge wurden beide Spielerinnen von der WNBA für zwei (Anigwe) bzw. drei (Griner) Spiele gesperrt.
2020 spielte sie für die Los Angeles Sparks, 2021 erneut für die Dallas Wings und seit der Saison 2022 für Phoenix Mercury.
Seit 2020 spielt sie in der WNBA-Off-Season für den türkischen Verein Çukurova Basketbol.